# Mallotus leucodermis
Mallotus leucodermis är en törelväxtart som beskrevs av Joseph Dalton Hooker. Mallotus leucodermis ingår i släktet Mallotus och familjen törelväxter. Inga underarter finns listade i Catalogue of Life.